# Derek Cianfrance
Derek Cianfrance, né le 23 janvier 1974, est un réalisateur et scénariste américain.

## Biographie
Derek Cianfrance obtient un Bachelor of Fine Arts en réalisation à l'université du Colorado, où il a eu comme professeur les réalisateurs d'avant-garde Stan Brakhage et Phil Solomon (en). Il réalise quelques courts-métrages comme Five O'clock Shadow puis Raw Footage. À 23 ans, il écrit, réalise et monte son premier long-métrage, Brother Tied qui se fait remarquer dans plusieurs festivals dont Sundance.
Après avoir réalisé plusieurs documentaires musicaux au début des années 2000, il tourne en 2010 son deuxième long-métrage, Blue Valentine, avec Ryan Gosling et Michelle Williams, qui est présenté au Festival de Cannes 2010, dans la section Un certain regard.
En 2013 est sorti The Place Beyond the Pines un thriller policier avec Ryan Gosling, Bradley Cooper et Eva Mendes.
En 2016, il réalise Une vie entre deux océans, un drame avec Michael Fassbender, Alicia Vikander et Rachel Weisz. Le film est présenté en compétition à la Mostra de Venise 2016.

## Filmographie

### Réalisateur et scénariste
- 1998 : Brother Tied
- 2010 : Blue Valentine
- 2012 : Cagefighter (documentaire)
- 2012 : The Place Beyond the Pines
- 2016 : Une vie entre deux océans (The Light Between Oceans)
- 2020 : I Know This Much Is True (mini-série)

Prochainement
- 2025 : Roofman